# Håltebyns brandfält
Håltebyns brandfält är ett naturreservat i Karlanda, Årjängs kommun i Värmlands län.
Området är naturskyddat sedan 1998 och är 32 hektar stort. Reservatet omfattar en höjd och dess sluttningar. Reservatet bestod tidigare av talldominerad barrskog med inslag av lövträd. En skogsbrand i juli 1994 drabbade en stor del av träden i området. 